# Andris Keišs
Andris Keišs (26 november 1974) is een Lets acteur. Hij is actief sinds 1997 en heeft in 2005 de Latvian Film Prize gewonnen in de categorie beste acteur voor zijn rol in de film Seržanta Lapiņa atgriešanās. Keišs won ook in 2000 de Latvian Film Prize voor zijn rol in de film Kāzas.

## Filmografie (selectie)
- Vienas vasaras zieds (1997)
- Jaunsaimnieks un velns (1999)
- Kazas (2000)
- Pa ceļam aizejot (2002)
- Inspektors Grauds (2002)
- Inspektors Grauds (televisieprogramma, 2003)
- Krišana (2005)
- Neprāta cena (televisieprogramma, 2007) (165 afleveringen)
- Rīgas sargi (2007)
- Medības (2009)
- Fieldwork (2009)
- Rūdolfa mantojums, 2010
- Seržanta Lapiņa atgriešanās (2010)
- Rūdolfa mantojums (2010)
- Latvian Rose (2010)
- Kolka cool (2011)
- Zabytyy (miniserie) (2011)
- Odinokiy ostrov (2011)
- Vientuļā sala (2012)
- Odinokiy ostrov (2012)
- Dva prokurora (2025)